# Difé
Albums de Kassav
Le meilleur de Kassav
(1995) Cho
(1996)
Difé est le douzième album du groupe antillais Kassav sorti en 1995. Il a été disque d'or.
De nombreux guest-stars (invités vedettes) sur cet opus sont présents sur ce disque comme Stevie Wonder, Steve Lukather, Paulinho da Costa, Paco Sery etc.

## Liste des titres
1. Sék' sé bon
2. Pa ni pwoblèm'
3. Difé, soupapé
4. Fanm' chatenn'
5. Débouya sistèm'
6. Viré La go
7. Vlé Dous'
8. Jijman hatif
9. Ké sa lévé
10. Tròp' filo
11. Rara
12. Silans'

## Musiciens
Chant lead : Jocelyne Béroard, Jean-Philippe Marthély et Patrick Saint-Éloi et Della Milles (titre 12)
Guitares/chant : Jacob Desvarieux
Claviers/chant: Jean-Claude Naimro
Chœurs : Édith Lefel (titres 1 à 11), Jean-Luc Alger (titres 1 à 3 et 8 à 11), Karla Gonzales et Natalie Yorke (titres 1, 4 à 6, 9 et 10), Lima Calbio (titres 1, 4 à 6, 9 et 10), Sylvie Aïoun (titres 4 à 6), Tatiana Miath (titres 1à 3 et 7 à 10)
Piano : Jean-Claude Naimro (titre 12)
Bass: Guy N Sangue (titres 1, 3 à 11)
Batterie: Jean-Philippe Fanfant (titres 1-4-5-11), Manu Katché (titre 6) et Paco Séry (titres 7 et 9)
Congas : Ray Barretto (titre 5)
Percussions : Paulinho Da Costa (titres 1 et 4 à 10)
Harmonica: Stevie Wonder (titre 7)
Guitares: Patrick Saint-Eloi (titre 1)
Banjo: Kali (titre 4)
Claviers : Jacques Douglas Mbida (titres 2 et 4) et Philippe Joseph (titres 3-8-11)
Saxophone: Tom Saviano (titres 1 à 6, 8, 10 et 11)
Trombones: Bill Reichenbach et Nick Lane ( titres 1 à 6, 8, 10 et 11)
Trompettes: Gary Grant et Steve Madaio (titres 1 à 6, 8, 10 et 11)
Violons : Andy Parker, Bill Hawkes, Dave Woodcock, Don Mc Vay, Eddie Roberts, Gavyn Wright, Georges Robertson, Gillian Cohen, Howard Ball, Jim Mc Leod, Jonathan Barritt, Jon Evan Jones, Julian Tear, Mark Berrow, Matthew Souter, Nick Barr, Pauline Lowbury, Perry M Mason, Rita Manning, Roger Garland, Sonia Slany, Tim Grant, Vaughan Armon, Wilf Gibson (titres 4 à 7, 10 et 12)
Cello : Ben Kennard, Dave Daniels, Jonathan Williams, Martin Loveday, Paul Kegg, Tony Lewis (titres 4, 7 et 12)
Arrangements : Jacob Desvarieux (titres 2 et 6), Jean-Claude Naimro (titres 5 et 10), Jean-Philippe Marthély (titres 3, 8 et 11), Patrick Saint-Eloi (titre 1) et Matias Pizarro (titres 4 et 12)
Programmations : Brad Cole (titre 9), Celmar Engel (titres 4 à 7, 9 à 11), Jacques Douglas Mbida (titre 4), François Dechery (titres 1 à 11), Frédéric Caracas (titre 1), Jacob Desvarieux (titres 2, 6, 7 et 9), Jean-Claude Naimro (titres 5 et 10) et Philippe Joseph (titres 3, 8 et 11)

## Certification
| Région                                                                                                 | Certification | Ventes/Streams |
| --- | ------------- | -------------- |
| France (SNEP)                                                                                          | Or            | 100 000        |
| *Ventes selon la certification ^Mise en rayon selon la certification xNon précisé par la certification |               |                |